# أمراض الفقر

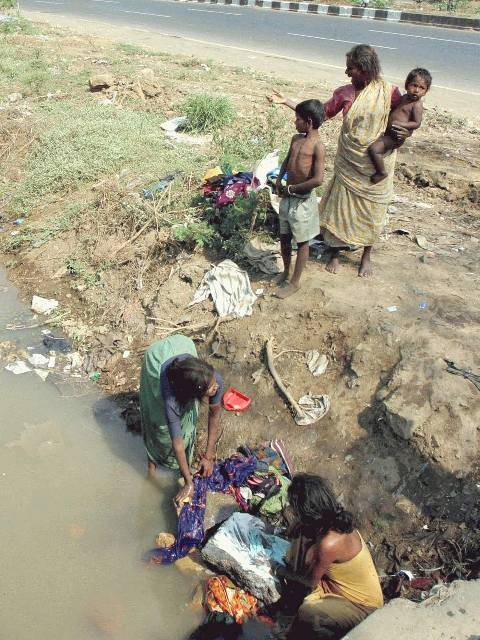
عائله تغسل الملابس بجانب الطريق الرئيسي في الهند

أمراض الفقر هي الأمراض التي تتفشى بين الفقراء أكثر منها بين الأغنياء. ويعد الفقر في حالات عديدة عامل الخطر الرئيسي لمثل هذه الأمراض، وفي بعض الحالات يمكن (أو يزعم) أن يكون المرض سبب للفقر. وفي مقابل هذه الأمراض هناك أمراض الأغنياء ويعتقد أن هذه الأمراض هي نتيجة لتزايد الغنى في المجتمع.

## العوامل المساهمة
تتشابك مسببات أمراض الفقر فيما بينها، فالفقر يزيد من فرص الإصابة بتلك الأمراض كالتشرد، تأمين مياه الشرب، التغذية، المرافق الصحية، وصولا إلى الخدمات الصحية والتي تؤدى كل منها إلى وجود  سوء الرعاية الصحية.
وهذه الأمراض تكونت  نتيجة للفقر، على نقيضها التي تكونت نتيجةً الغنى الفاحش للمجتمع، والتي تُعرف بأمراض الأغنياء أو زيادة التدفق المالي.
العوامل والأسباب
أن الفقراء هم أكثر عُرضة للأمراض المعدية بسبب عدة عوامل بيئية واجتماعية منها: ظروف المعيشة والعمل، سوء الخدمات الصحية، والمهن غير المناسبة كالعمل في الدعارة، كما أن العمل لفترات كبيرة وقلة المعرفة، سوء الرعاية الصحية يؤدون إلى إعاقة التقدم والازدهار وتفاقم الأمراض.
بالإضافة إلى أن 45℅ من مسببات وفاة الأطفال من أمراض الفقر بسبب سوء التغذية ونقص المرافق المتخصص أثناء الولادة والذي يعد العامل الرئيس لارتفاع معدلات وفيات لارتفاع نسبة الأمهات والرضع بين الفقراء.
صعوبة ممارسة الرياضة أن مشكلة ممارسة الرياضة هي مشكلة لها علاقة قوية بالفقر، بسبب صعوبة توفر أماكن ترفيهية مناسبة.
فقلة ممارسة النشاط البدني يزيد من خطر الإصابة بالأمراض المزمنة، بالإضافة إلى مرض السرطان الذي يعيق حياة الفرد.
يعد الفقر من أكثر العوامل خطرا على الصحة والتي يمكن أن تتأثر بنقص الإمكانيات، ويمكن الحد من خطر الإصابه بالأمراض المزمنة والسمنة عن طريق ممارسة الأنشطة البدنية والحصول على أماكن لممارسة الرياضة، وبالتالي  فالنشاط البدني ليس خيارا شخصيا بل له علاقة بالحالة الاجتماعية والاقتصادية للفرد.
فمن الصعب على الفقراء أن يجدوا أماكن لتمرن، فداخل المدن والأحياء الفقيرة عليهم توفر الإمكانيات وفرص لزيادة النشاط البدني لقلة وجود حدائق وأماكن داخل المدارس لممارسة الرياضة والأنشطة الترفيهية والتسهيلات المرفهة داخل المجتمع.
يوجد في المجتمعات النامية حديقة واحدة لكل خمس منازل بمساحة نص ميل فقط، وبنفس العدد يوجد مركز بدني ترفيهي داخل هذه المساحة. وبسبب وجود عُصر في الأماكن لممارسة الأنشطة البدنية، ترتفع معدلات الأمراض المزمنة والسمنة بينهم في هذه المجتمعات الفقيرة. ومن أسباب التي تجعل هذه الاحياء المعدومة امنه كم الأنشطة التي يمارسونها داخل المجتمع.
القدرة على ايجاد المواصلات يمكن أيضا ان تسبب مشكله ضمن وجود صعوبه في التمرن لان المواصلات وحتى النفقات التي يدفعها الابوين إذا توفرت. وعدم تمرن الأطفال والبالغين يؤدى إلى انخفاض المستوى الصحي لديهم. والذي سيؤثر عليهم مع تقدم العمر.
فواحد من كل ثلاث أطفال يمارس النشاط البدني في حياته الاساسيه، ويقضي الأطفال سبع ساعات وأكثر امام شاشات التلفاز والحاسوب والعاب الفيديو، ولكن بمجرد ممارسة التمارين لمدة 30 دقيقة فقط لثلاث مرات كل اسبوع بإذن ذلك سيعود عليهم بنفع في حياتهم. ومن فوائد ممارسة الرياضة: التحكم في الوزن، الحد من خطر امراض  القلب وسكتات القلبية، وانخفاض ضغط الدم، وتحسبن اساليب النوم والشفاء العاجل من الامراض والاصابات وتحسين المزاج وزيادة التواصل الاجتماعى وتجعل الفرد يشعر بالتحسن عامة.

### الضغط العصبي
الصحة العقلية هي الأداء الفعلى للوظائف العقلية، مما يؤدي إلى أداء أنشطة فعالة، تكوين علاقات مثمرة مع الآخرين، والقدرة على التكيف مع التغيرات وتحمل المصائب.
فالفقر له تأثير عميق على الحالة العقلية للفرد.
فطبقا لإحصائيات؛ أن 31℅ من الأشخاص الذين يعيشون في الفقر شُخصوا بمرض الاكتئاب بينما كان 8، 15 ℅ نسبة من ليسوا بفقراء، والكثير يُرجع سبب الاكتئاب إلى وجود بطالة، صعوبات الحياة، ومعايشتهم لكثير من العنف وهذه الأسباب هي الأكثر شيوعا في عالم الفقراء.  
ومن غير المؤكد إن كان سبب الاكتئاب هو الفقر أم الفقر سببا للاكتئاب!! ...ولكن ما هو مؤكد أن كلا منهما لهم علاقة ببعضهم البعض ويرجع سبب ذلك إلى قلة دعم المراكز الاجتماعية في الكنائس، بالإضافة إلى العزلة التي تلعب دور أساسي في وجود الاكتئاب، فعلى سبيل المثال، كانت نتائج الدراسة الجماعية لدراسة الأوبئة على الكبار _والتي كانت على ما يقرب من ألفي من كبار السن من 65 فيما فوق من سكان مدينة نيو هيفن _ أن المشاركة الاجتماعية لها علاقة بانخفاض نسبة الاكتئاب وذلك بعد إصلاح لكثير من الخصائص الديموغرافية، الأنشطة البدنية والأحوال الوظيفية.
وهذا يثبت أن التشارك الاجتماعي يقلل من الأمراض العقلية في كثير من المدن الأمريكية.

### المياه الملوثة
يموت الأطفال والكبار كل عام نتيجة لصعوبة وقلة الوصول إلى مياه الشرب النظيفة وسوء الصرف الصحي، فالكثير من الأمراض المرتبطة بالفقر كالإسهال وانتشاره يرجع إلى صعوبة الوصول إلى مياه صالحة للشرب.
فطبقا لتقارير اليونيسيف فإن أكثر من طفل يموت يوميا بسبب المياه الملوثة وسوء الصرف الصحي.
على الرغم من أن الهدف الإنمائي للألفية المتمثل في تخفيض عدد الأشخاص الذين لم يحصلوا على المياه النظيفة إلى النصف بحلول عام 2015، قد تم بلوغه قبل خمس سنوات من الموعد المحدد في عام 2010، إلا أنه لا يزال هناك 783 مليون شخص يعتمدون على مصادر المياه غير المحسنة. في عام 2010، أعلنت الأمم المتحدة أن الحصول على المياه النظيفة حق أساسي من حقوق الإنسان، وهو جزء لا يتجزأ من تحقيق الحقوق الأخرى.
فعلى الرغم من تحسين وصول المياه إلى البعض إلا أنه ما زال يشكل صعوبة لدى الأطفال والنساء، فالنساء تتحمل جميع الصعوبات للوصول إلى مياه وتأمينها من أجل منازلهم، فهم يحتاجون للسفر لمسافات طويلة لكي تصل إلى المياه النظيفة وإحضارها للمنازل وذلك في الهند، والصحراء الكبرى في أفريقيا وبعض المناطق في أمريكا اللاتينية، وهذا من شأنه أن يؤثر على تعليم الفتيات.
هناك مشكلة مستمرة تتعلق بالمياه الملوثة في الولايات المتحدة الأمريكية في فلينت ب ميشيغان، ففي 4 سبتمبر 2018 عُثر على دليل على وجود الكوالا وكائنات حية أخرى التي يمكن ان تسبب أمراض في الماء، فبدأت قضية المياه الملوثة في فلينت لولاية ميشيغان وذلك عندما غُير مصدر مياه الشرب من بحيرة هورون ونهر يترويت إلى نهر فلينت السيئ للغاية [بحاجة لمصدر] .

### عدم كفاية التعليم
يتأثر التعليم بالفقر والتي تعرف بأزمة تحقيق الدخل، والتي تبين أن الأطفال الذين يعانون من مستوى دخل منخفض، فهم لا يعرفون القراءة ولا الكتابة ولذلك فمستوى الدخل يؤثر على التعليم الإضافى وبرامجه التي تحتاج إلى دخل إضافى، بالإضافه إلى معسكرات صيفية والتي تكون خارج المعونة المدرسية علاوة على ذلك الموارد المالية، السموم البيئية، الرصاص، الضغط، ونقص مواد الغذاء والتي تقلل من التطور المعرفي.
ففي مراحل التعليم المتقدمة، فالطلاب الذين يعانون الفقر أو ذوي مستوى دخل منخفض، فأنهم من الممكن أن يتركوا المدارس أو يلتحقون بالدبلومات العليا فقط.
ويرجع الفشل في تحقيق مستويات أعلى من التعليم إلى حلقة الفقر التي من الممكن أن تستمر إلى سلسلة من الأجيال المتلاحقة من نفس العائلة وحتى في المجتمع، فكلما ارتفع مستوى التعليم لدى المرء، زادت فرصته في الحصول على وظيفة ومستقبل اقتصادي أكثر أمنا.

### سوء الصرف الصحي
واحد من كل ثلاثة في جميع أنحاء العالم لا يحصلون على خدمات الصرف الصحي المناسبة، فقد يؤدى سوء الصرف الصحي إلى الإصابة بالأمراض كالإسهال والتي تؤدي إلى الإصابة بالكثير من الأمراض ولكن غير الشائع أن تصل إلى حد الموت خاصة لدى الأطفال.- تساهم أمراض الإسهال في تدهور صحة الفرد وبالتالي نقص في قدرة الفرد الصحية وعدم تأدية واجباته وعدم حضور المدارس وبالتالي يظل الدخل منخفض  وتدهور حالة التعليم.
أن مشكلة عدم توفر مرافق الصرف الصحي دورية في طبيعتها -كما يحدث بسبب الفقر - فإنه يؤدى إلى تفاقم الفقر.

## أمثلة
تعتبر أمراض الإيدز والملاريا والسل في مقدمة الأمراض الثلاثة المرتبطة بالفقر،  وتقدر نسبة انتشار مرض الإيدز في الدول النامية بمعدل 95% من الانتشار العالمي  فضلا عن 98% من الإصابات بالسل النشط. كما أن 90% من نسبة الوفيات بسبب الملاريا تحدث في أفريقيا جنوب الصحراء الكبرى. وتتسبب هذه الأمراض الثلاثة معا بنسبة 10% من الوفيات في العالم.
كما أن هناك ثلاثة أمراض إضافية تشمل الحصبة، ذات الرئة وأمراض الإسهال عادة ما ترتبط ارتباطاً وثيقاً بالفقر وتجمل مع أمراض الإيدز والملاريا والسل في التعريف الأوسع والمناقشات حول أمراض الفقر. وفي النهاية، فإن وفيات الرضع ووفيات الأمهات منتشرة بشكل أكثر بكثير بين الفقراء. على سبيل المثال، إن نسبة 98 % من 11.600 من الوفيات اليومية للأمهات وحديثي الولادة تحدث في البلدان النامية. تقتل أمراض الفقر سوياً حوالي 14 مليون شخص سنوياً. ولكن أظهرت نتائج جزئية لدراسة أطلقت في أوكتوبر 2009 حول أمراض الإسهال بأنها وحدها تقتل نحو 6.2 شخصاً سنوياً، وهو معدل أكثر بكثير مما كان يعتقد سابقاً.

## الآليات والأسباب
إن الفقراء معرضون أكثر من غيرهم للإصابة بـ الأمراض المعدية، لأسباب عدة بيئية واجتماعية، بما في ذلك المعيشة المزدحمة وظروف العمل، وطبيعة الصرف الصحي غير المؤهل والعمل غير المناسب مثل العاملين في مجال الجنس، بالإضافة إلى سوء التغذية، والتوتر والإجهاد، والنظام الصحي غير الملائم وغير الكاف يمكن أن يعوق الشفاء ويفاقم المرض. هذا ويرتبط سوء التغذية بـحوالي 54 بالمائة من وفيات الأطفال بسبب أمراض الفقر، كما أن المسبب الأول لهذهِ النسبة المرتفعة لوفيات الرضع والأمهات بين الفقراء هو عدم وجود الأشخاص المرافقين من ذوي الخبرة أثناء الولادة.

## النتائج
تعكس أمراض الفقر العلاقة الديناميكية بين الفقر وصحة الفقراء، ففي حين أن هذه الأمراض تنتج عن الفقر، فهي تديم وتعمق الفقر وذلك بإضعاف الصحة الفردية والوطنية وكذلك الموارد المالية. على سبيل المثال، فإن مرض الملاريا يقلص نمو الناتج المحلي الإجمالي لأكثر من 1.3% في بعض الدول النامية ويتسبب بقتل عشرات الملايين في أفريقيا جنوب الصحراء الكبرى، كما يهدد الإيدز وحده «الاقتصادات، البنية الاجتماعية (الهياكل الاجتماعية) والاستقرار السياسي للمجتمعات بأكملها.» .

## الأمراض كسبب للفقر
يزعم أن الأمراض تسبب الفقر لبعض الأفراد، أي أن العديد من هذه الأمراض تمثل أمراض نفسية من شأنها أن تؤثر على كل من التنشئة الاجتماعية، الوعي الذكاء. من هذه الأمراض التوحد والفصام واضطراب الشخصية المعادي للمجتمع، فضلا عن أضرار نفسية معينة يسببها تعاطي المخدرات أو الصدمة.

## وصلات أخرى
- صندوق الأمم المتحدة للسكان: حالة سكان العالم 2002 .
- نتائج: الصحة العالمية/أمراض الفقر .
- الشراكة العالمية لمكافحة الملاريا .